# Stavros Niarchos
Stavros Niarchos (født 13. juli 1909, død 16. april 1996) var en græsk skibsreder og kunstsamler. Han havde flere gange verdens tankskib i 1950'erne og 1960'erne og var også en kendt kunstsamler og ejer af væddeløbsheste.

## Barndom
Stavros Niarchos' forældre var Spyros Niarchos og han kone Evgenia Coumandaros. De var udvandret fra Sparta til USA hvor de var medejere af en restaurant i Buffalo, New York, men vendte tilbage til Grækenland før Stavros blev født. Evgenias famile handlede med korn, og og Piraeus og Evgenia hjalp familien med at starte en kornmølle i Piraeus. Stavros' far tabte hele sin formue ved at spekulere på børsen i Athen, så der ikke længere var råd at Stavros kunne gå i privatskole. Tabet gjorde et uforglemmeligt indtryk på Stavros som altid sikrere sig imod de værste risici i sine forretninger senere i livet.

## Skibsreder
Niarchos begyndte at arbejde i familiens kornmølle i 1928, og foreslog at møllen købte sine egne skibe for at gøre det billigere at importere korn fra især Argentina. Møllen købte to fragtskibe billigt i 1935, og tjente godt på dem. Stavros købte sig personligt ind i et af skibene, og sørgede for at det var godt forsikret. Under anden verdenskrig rejste han til USA og begyndte at opkøbe skibe. I alt seks af hans skibe blev sænket som følge af krigshandlinger, og da de var fuldt forsikrede, var Stavros blevet rigere under krigen.
Efter krigen fortsatte han med at udvide sin rederivirksomhed. Han fragtede kul til Europa, men skiftede hurtigt sit fokus til olietankere. I starten købte han brugte skibe, men begyndte snart også at bestille bygning af nye skibe hvor de kunne fås billigt. Han købte 10 skibe fra nødlidende værfter i Storbritannien i 1949, og bestilte også skibe fra værfter i Tyskland, Holland og Sverige. Han konkurrerede med Aristoteles Onassis og Daniel K. Ludwig om skiftevis at bygge verdens største olietankere. Fra 1951 til 1962 havde han fire gange verdens største tankskib, og størrelserne steg fra 31.745 ton i 1951 til 114.668 ton i 1962.
I starten af 1970'erne var der over 80 skibe i Niarchos' flåde. I 1970'erne og 1980'erne blev antallet reduceret på grund af dårlige tider for shippingbranchen.
Niarchos fik også bygget til privat brug verdens næststørste yacht, Atlantis, på 385 fod, kun overgået af Dronning Elizabeths Britannia på 412 fod.

## Andre brancher
I 1957 startede Niarchos Hellenic Shipyards som blev det største skibsværft i det østlige Middelhav. Rederiet kom i økonomiske vanskeligheder og blev solgt til den græske stat i 1985. Han investerede også i andre græske virksomheder, herunder et olieraffinaderi og et aluminiumsværk. Niarchos købte også fast ejendom og aktier. Han var blandt andet storaktiobær i Citibank.

## Kunstsamler
Niarchos opbyggede en enorm kunstsamling. Han opkøbte skuespillerens Edward G. Robinson store samling i 1958 og mange værker af store kunstnere som Van Gogh, Picasso, Gauguin, Renoir, Degas, Toulouse-Lautrec, Cézanne, El Greco og andre. Han havde muligvis verdens bedste og mest værdifulde kunstsamling i privat eje. Blandt Niarchos øvrige hobbyer kan nævnes at han også investerede i væddeløbsheste og diamanter. Han gav også penge til velgørende formål.

## Ægteskaber og børn
Niarchos var gift med fem personer:
1. I 1930 blev han gift med Helen Sporides som var datter af en græsk admiral. Ægteskabet varede kun et år.[5][6]
2. I 1940 blev han gift med Melpo Alexandropoulos som var datter af en mindre græsk skibsreder.[4] Hendes navn er også angivet som Melpomene Capparis.[7]
3. I 1947 blev Niarchos gift med Evgenia Livanos efter kort forinden at være blevet skilt fra Melpo. Evgenia var datter af Stavros Livanos som var den betydeligste græske skibsreder før Niarchos og Aristoteles Onassis opbyggede deres rederi-imperier. Evgenias lillesøster Tina var blevet gift med Onassis mindre end et år forinden, så de tre rivaliserende græske skibsredere Niarchos, Onassis og Livanos kom alle i familie med hinanden.[4]
4. I 1965 giftede Niarchos sig med Charlotte Ford datter af Henry Ford II, barnebarn af Henry Ford som grundlagde Ford Motor Company. Det vakte opsigt da Niarchos var 56 år, mens Charlotte var 24 år gammel.[4] Ægteskabet var kortvarigt, og Niarchos vendte i 1968 tilbage til Evgenia.[7] Evgenia døde imidlertid af en overdosis sovepiller i 1970. Der blev forsøgt rejst tiltale mod Niarchos, men det blev afvist ved retten.[7][4]
5. Tina Onassis var blevet skilt fra Aristoteles Onassis i 1961 og gift igen samme år med John Spencer-Churchill, en engelsk adelig beslægtet med Winston Churchill. Det ægteskab varede indtil 1971 hvor hun og Niarchos blev gift. Tina døde i 1974.[7] Det var antaget at det også skyldtes en overdosis, men senere blev dødsårsagen fastslået som lungeødem.[8]

Niarchos fik fire børn med Evgenia Livanos og et barn med Charlotte Ford.

## Død og eftermæle
Niarchos døde 86 år gammel i Schweiz i 1996 og er begravet i Lausanne.
En del af hans formue blev brugt til at oprette Stavros Niarchos Foundation som frem til 2021 har støttet velgørende organisationer med mere end 3,2 milliarder $.